# Gunnar Þórðarson
Gunnar Þórðarson, född 4 januari 1945 i Hólmavík, är en isländsk musiker.
Gunnar växte mestadels upp i Keflavík. Han har varit med i flera olika musikgrupper, bland annat Hljómar och Trúbrot.